# Rupiah Banda

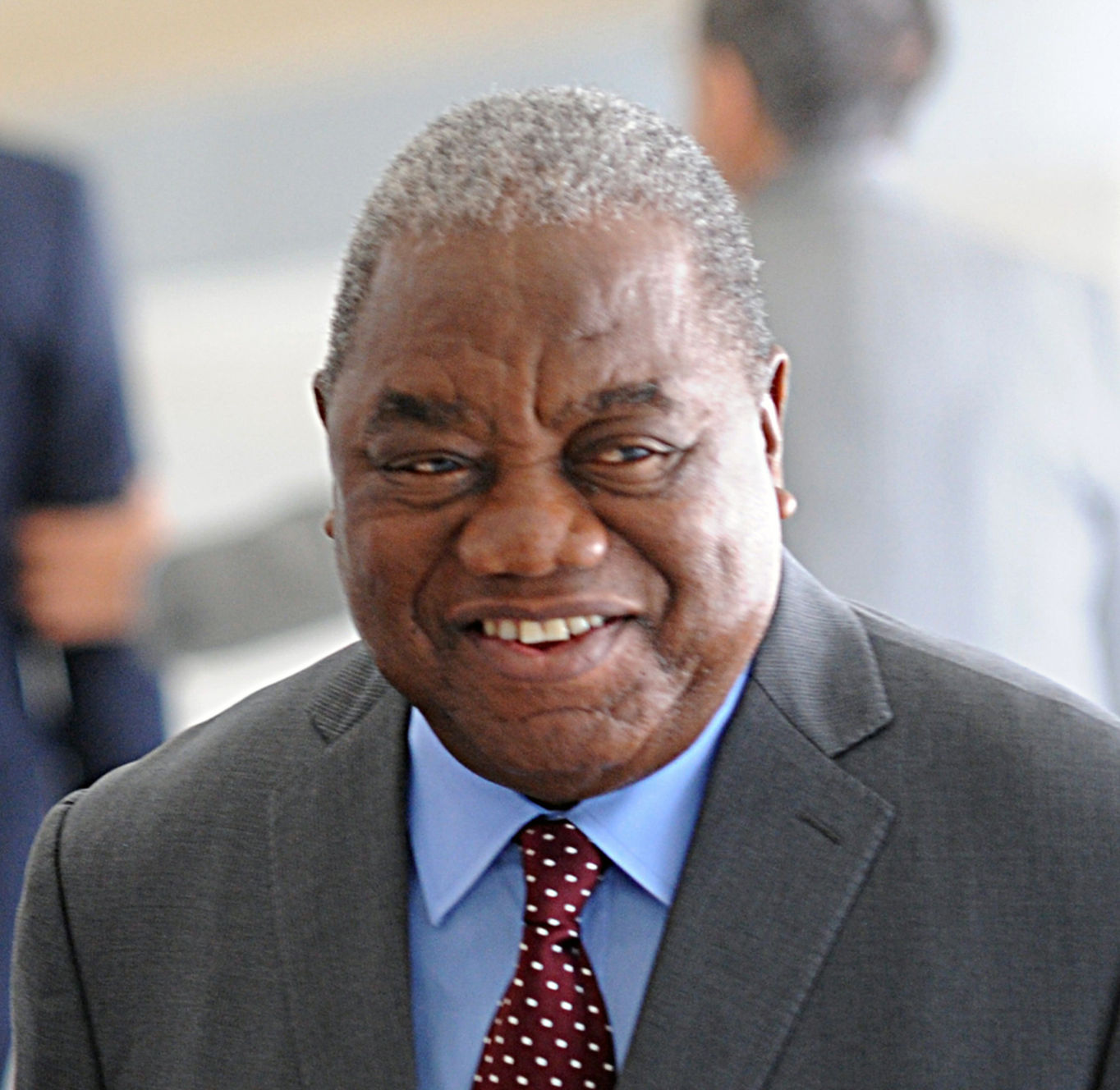
Rupiah Banda (2010)

Rupiah Bwezani Banda (* 13. Februar 1937 in Gwanda, Südrhodesien; † 11. März 2022 in Lusaka) war ein sambischer Politiker (United National Independence Party (UNIP)). Banda war von 2008 bis 2011 vierter Präsident Sambias. Bandas Amtszeit dauerte bis 2011, dem Zeitpunkt, an dem die Amtszeit seines im Amt verstorbenen Vorgängers Levy Mwanawasa geendet hätte.
Banda war ab 1965 zunächst als Botschafter Sambias und in staatlichen Organisationen des Landes tätig. Von 1975 bis 1976 amtierte er als Außenminister, in den achtziger Jahren als Minister für Bergbau. Nach einem Rückzug aus der Politik 2000 wurde er 2006 unter Levy Mwanawasa Vizepräsident. Nach Mwanawasas Tod am 19. August 2008 übte er das Präsidentenamt kommissarisch aus, bis er zwei Monate später die Wahlen gewann.

## Jugend und Ausbildung
Banda wurde in Gwanda im heutigen Simbabwe geboren und wuchs zunächst dort auf. Seine Schulbildung erhielt er jedoch in Sambia, wo er die Munali-Schule, eine Elitesekundarschule in Lusaka, besuchte. Banda begann sein stipendienfinanziertes Studium an der Universität Addis Abeba in Addis Abeba in Äthiopien, ging dann jedoch – wiederum mit einem Stipendium – an die  Universität Lund im schwedischen Lund, wo er 1964 einen Bachelor of Arts in Wirtschaftsgeschichte erlangte. Nach Angaben seiner Internetseite gab es zu dieser Zeit in ganz Sambia nur etwa 100 Universitätsabsolventen. Nach seiner Rückkehr nach Sambia schrieb sich Banda am National Institute for Public Affairs (NIPA) ein, um Diplomatie und Internationale Beziehungen zu studieren; bald darauf wurde er jedoch als Botschafter nach Kairo versetzt.

## Karriere

### Karriere bis zum Rückzug aus der Politik (1960 bis 2000)
Schon während seines Studiums vertrat Banda von 1960 bis 1964 die sambische United National Independence Party in Europa. 1965 wurde er sambischer Botschafter in der Vereinigten Arabischen Republik (dem damaligen Ägypten und Jemen) und 1967 sambischer Botschafter in den USA. Von 1970 bis 1974 war er Vorstandsvorsitzender der Agrarentwicklungsgesellschaft (Rural Development Corporation) und General Manager des National Marketing Board (NAMBOARD), einer staatlichen Organisation, die als Vorläufer der heutigen Food Reserve Agency (FRA, etwa Essensreservebehörde) vor Ort produzierte Grundnahrungsmittel aufkaufte. Von 1974 bis 1975 war Banda Sambias ständiger Vertreter bei den Vereinten Nationen und unter anderem Präsident des UN-Rats für Namibia, der das Land aus der Herrschaft des südafrikanischen Apartheid-Regimes in die Unabhängigkeit begleitete.
Von 1975 bis 1976 amtierte Banda als erster Außenminister Sambias. In dieser Funktion arbeitete er vor allem für einen Waffenstillstand in Angola und den Dialog zwischen Südafrika und anderen Staaten der Region. Von 1978 bis 1983 saß Banda für den Wahlbezirk Munali – den größten des Landes – in der Nationalversammlung Sambias.
Daneben betätigte sich Banda in der Wirtschaft. In den siebziger Jahren kaufte er den Minenzuliefererbetrieb Robert Hudson Ltd. sowie Allenwest Zambia Ltd., ein Unternehmen für Elektroingenieursdienste. Außerdem gehörte ihm das Unternehmen Chiparamba Enterprises Ltd., dem Immobilien gehören und das sie verwaltet. Zeitweilig war er Eigentümer des Unternehmens Chipoza Holdings.
Als Banda 1983 die Wiederwahl für seinen Wahlbezirk nicht gelang, wurde er Senior-Distriktgouverneur für den städtischen Distrikt Lusaka (Senior District Governor for Lusaka Urban District) und anschließend Staatsminister für Minen. 1988 gewann Banda seinen Sitz in der Nationalsammlung zurück, verlor ihn aber erneut in den Wahlen von 1991, als zum ersten Mal seit 17 Jahren mehrere Parteien zur Wahl zugelassen wurden.
Im Jahr 2000, als in der United National Independence Party (UNIP) innerparteiliche Spannungen ausbrachen, zog sich Banda aus der aktiven Politik zurück. Er bewirtschaftete in Chipata einen Bauernhof von 186 Hektar (460 acres) Größe mit Ackerbau und etwas Viehwirtschaft.

### „Ruhestand“ und Rückkehr in die Politik (2000 bis heute)
Banda war während seiner Zeit als Landwirt nicht mehr offiziell in der Politik tätig. Im Jahr 2002 wechselte er dennoch von der United National Independence Party zur Partei Movement for Multi-Party Democracy (MMD) des mittlerweile regierenden Präsidenten Levy Mwanawasa, der sich gegen Korruption einsetzte und der Arbeit oppositioneller Politiker in seiner Regierung gegenüber offen zeigte. Banda setzte sich in Sambias Ostprovinz, die seit 1991 eine Bastion der UNIP war, inoffiziell für die MMD ein.
In den Präsidentschaftswahlen am 28. September 2006 wurde die MMD in der Ostprovinz stärkste Partei. Der wiedergewählte Präsident Mwanawasa holte Banda zurück in die Politik und setzte ihn im Oktober 2006 als Vizepräsident von Sambia ein. Er ersetzte Lupando Mwape, dessen Wählerschaft in der Nordprovinz diesmal nicht für einen MMD-Sieg gereicht hatte. Analysten werteten die Ernennung Bandas deshalb als Belohnung für die Wähler der Ostprovinz.
Am 29. Juni 2008 erlitt Mwanawasa einen Schlaganfall, und Banda und das übrige Kabinett führten die Regierung fort. Als Mwanawasa am 19. August 2008 starb, übernahm Banda kommissarisch die Präsidentschaft.
Bei den Wahlen am 30. Oktober 2008 wurde er mit knapper Stimmenmehrheit (40,09 % gegenüber 38,13 % für die Patriotische Front) zum neuen Präsidenten gewählt. Bereits zwei Stunden nach Auszählung der Stimmen wurde er am 2. November eingeschworen. Oppositionsführer Michael Sata (Patriotische Front) forderte anschließend jedoch eine Überprüfung des Ergebnisses und sprach von Korruption der Wahlkommissionen.
Bandas Amtszeit dauerte bis 2011, dem Zeitpunkt, an dem die Amtszeit von Mwanawasa geendet hätte.

## Familie und Fußballinteresse
Banda heiratete 1966 Hope Mwansa Makulu, mit der er fünf Söhne großzog. Am 11. Oktober 2000 (nach anderen Angaben frühestens 2002) starb seine Frau an Brustkrebs. Nach seinem vorübergehenden Rückzug aus der Politik heiratete Banda erneut. Mit seiner Frau Thandiwe hatte er Zwillinge. Banda war außerdem der Vater eines Sohnes mit der jüngeren Schwester des südafrikanischen Trompeters Hugh Masekela.
Banda war Fußballfan und Führer der Bola-Bola-Gruppe, der ersten Gruppe von sambischen Fußballfans, die auch international zu Spielen ihrer Nationalmannschaft anreiste. Banda war Vizepräsident der Fußballvereinigung von Sambia (Football Association of Zambia, kurz FAZ), deren Mitglied er auf Lebenszeit war. Außerdem war er Präsident der Chiparamba Soccer Academy (Chiparamba-Fußball-Akademie), die von seinem Sohn Nenani Banda und schwedischen Geschäftsleuten gegründet wurde und unter anderem die Spieler Boyd Mwila, Clifford Mulenga und Yoram Mwila hervorgebracht hat.